# Лесте
Лесте је врста ветра који дува у Африци. Веома је сув и загушљив, дува из правца истока из Сахаре. На острву Мадеира његово интезивирање најављује циклон.